# NeocoreGames
A NeocoreGames egy magyar videójáték-fejlesztő vállalat, mely főleg stratégiai- és szerepjátékokkal foglalkozik. Az összes játékuk a saját fejlesztésű Coretech grafikus motorjukat használja. Leginkább a King Arthur és a The Incredible Adventures of Van Helsing játékokkal szereztek hírnevet.

## Játékok
| Cím                                                    | Év   | Platform                                                                   | Típus                 |
| ------------------------------------------------------ | ---- | -------------------------------------------------------------------------- | --------------------- |
| Crusaders: Thy Kingdom Come                            | 2009 | Microsoft Windows                                                          | Teljes játék          |
| King Arthur: The Role-playing Wargame                  | 2009 | Microsoft Windows                                                          | Teljes játék          |
| King Arthur – Legendary Artifacts                      | 2010 | Microsoft Windows                                                          | Letölthető kiegészítő |
| King Arthur – Knights and Vassals                      | 2010 | Microsoft Windows                                                          | Letölthető kiegészítő |
| King Arthur – The Saxons                               | 2010 | Microsoft Windows                                                          | Letölthető kiegészítő |
| King Arthur – The Druids                               | 2010 | Microsoft Windows                                                          | Letölthető kiegészítő |
| The Kings' Crusade                                     | 2010 | Microsoft Windows                                                          | Teljes játék          |
| The Kings' Crusade: Arabian Nights                     | 2011 | Microsoft Windows                                                          | Letölthető kiegészítő |
| The Kings' Crusade: Teutonic Knights                   | 2011 | Microsoft Windows                                                          | Letölthető kiegészítő |
| The Kings' Crusade: New Allies                         | 2011 | Microsoft Windows                                                          | Letölthető kiegészítő |
| King Arthur: Fallen Champions                          | 2011 | Microsoft Windows                                                          | Különálló kiegészítő  |
| King Arthur II: The Role-playing Wargame               | 2012 | Microsoft Windows                                                          | Teljes játék          |
| King Arthur II: Dead Legions                           | 2012 | Microsoft Windows                                                          | Letölthető kiegészítő |
| The Incredible Adventures of Van Helsing               | 2013 | Microsoft Windows, PlayStation 4, Xbox One                                 | Teljes játék          |
| Van Helsing: Blue Blood                                | 2013 | Microsoft Windows, PlayStation 4, Xbox One                                 | Letölthető kiegészítő |
| Van Helsing: Thaumaturge                               | 2013 | Microsoft Windows, PlayStation 4, Xbox One                                 | Letölthető kiegészítő |
| Van Helsing: Arcane Mechanic                           | 2013 | Microsoft Windows, PlayStation 4, Xbox One                                 | Letölthető kiegészítő |
| The Incredible Adventures of Van Helsing II            | 2014 | Microsoft Windows, PlayStation 4, Xbox One                                 | Teljes játék          |
| Van Helsing II: Ink Hunt                               | 2014 | Microsoft Windows, PlayStation 4, Xbox One                                 | Letölthető kiegészítő |
| Van Helsing II: Pigasus                                | 2014 | Microsoft Windows, PlayStation 4, Xbox One                                 | Letölthető kiegészítő |
| Deathtrap                                              | 2015 | Microsoft Windows, PlayStation 4, Xbox One                                 | Teljes játék          |
| The Incredible Adventures of Van Helsing III           | 2015 | Microsoft Windows, PlayStation 4, Xbox One                                 | Teljes játék          |
| The Incredible Adventures of Van Helsing: Final Cut    | 2015 | Microsoft Windows                                                          | Teljes játék          |
| Warhammer 40,000: Inquisitor – Martyr                  | 2018 | Microsoft Windows, PlayStation 4, PlayStation 5, Xbox One, Xbox Series X/S | Teljes játék          |
| Warhammer 40,000: Inquisitor – Prophecy                | 2019 | Microsoft Windows, PlayStation 4, PlayStation 5, Xbox One, Xbox Series X/S | Önálló kiegészítő     |
| Warhammer 40,000: Inquisitor – Martyr: Sororitas Class | 2022 | Microsoft Windows, PlayStation 4, PlayStation 5, Xbox One, Xbox Series X/S | Letölthető kiegészítő |
| King Arthur: Knight's Tale                             | 2022 | Microsoft Windows, PlayStation 5, Xbox Series X/S                          | Teljes játék          |
| King Arthur: Legion IX                                 | 2024 | Microsoft Windows, PlayStation 5, Xbox Series X/S                          | Teljes játék          |